# Power play
"Power play" é um termo utilizado em diversos esportes coletivos, designando situações em que, após uma infração das regras, uma equipe é penalizada com a redução temporária do número de jogadores em campo. O termo power play é comumente aplicado para o estado de vantagem que equipe não penalizada goza durante este tempo. Várias táticas e estratégias especializadas podem ser utilizadas por uma equipe em power play, bem como pela equipe em desvantagem.

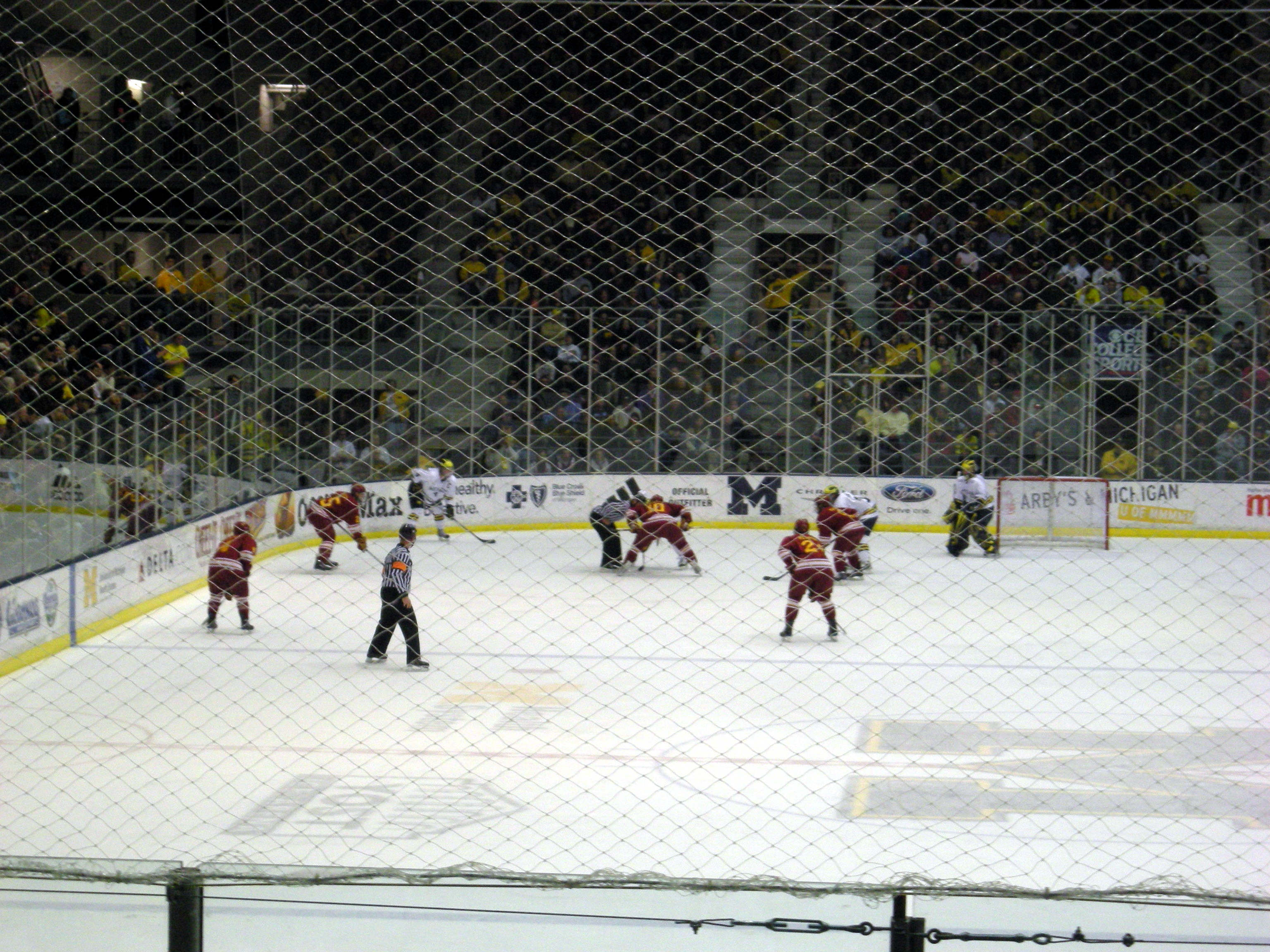
Power play da Universidade Estadual de Ferris (com cinco jogadores) contra a Universidade de Michigan (com três).

## Hóquei no gelo
No hóquei no gelo, diz-se que uma equipe está em power play quando pelo menos um jogador da equipe adversária estiver fora do rinque cumprindo uma penalidade, e a equipe tem uma vantagem numérica no gelo (não há power play se ambas tiverem o mesmo número de atletas). Até dois jogadores de cada lado, podem ser penalizados ao mesmo tempo, dando a possibilidade de power plays 5 a 3. Se um goleiro comete uma falta para a qual é prevista punição fora de campo, outro jogador que estava no gelo no tempo da falta a cumpre.
Há dois tipos de sanções que podem resultar em um power play para a equipe não infratora: menor (dois minutos) e grandes (cinco minutos). Para tais sanções, o jogador faltoso deve permanecer fora do rinque e não pode ser substituído. Uma power play resultante de uma penalidade menor termina se a equipe em vantagem numérica pontuar, a não ser que essa pontuação se dê pela conversão de um pênalti. Caso o time em desvantagem tenha dois jogadores cumprindo pena menor, um gol marcado pela equipe em vantagem encerra apenas a primeira penalidade, de modo que 2 gols pela equipe com mais jogadores são necessários para acabar a power play. Em caso de penalidades maiores, a power play não se encerra com um gol da equipe em vantagem. Penalidades maiores só terminam quando passados os cinco minutos ou com o fim do jogo. Penalidades por má conduta (misconduct: 10 minutos de duração), e de má conduta de jogo (game misconduct: expulsão pelo restante da partida) permitem a substituição do infrator, então não resultam automaticamente em power plays. No entanto, essas podem ser cumuladas com uma penalidade maior ou menor. Um penalidade de jogo (match penalty - lesionar ou tentar lesionar outro jogador) resulta na expulsão do infrator e numa power play de cinco minutos para a equipe adversária. Nesse caso, a power play não se encerra com um gol da equipe beneficiada por ela, assim como no caso das penalidades maiores.
Se um time está ainda em power play no final de um período regulamentar, ou no final de período de prorrogação num jogo de mata-mata, a power play continua para o período seguinte.
Um gol marcado pela equipe em desvantagem durante a power play é chamado gol short-handed. Se uma power play termina sem gol contra a equipe em desvantagem, diz-se que ela matou a penalidade. Se uma equipe marca um gol enquanto em power play, diz-se que ela o converteu.
Nas principais competições de hóquei no gelo, a equipe em desvantagem numérica durante a power play está imune à infração de icing e pode, portanto, lançar o disco para longe da área de defesa. Essa regra, porém, é polêmica e vem sendo debatida.

## Lacrosse
No lacrosse, um tipo semelhante de situação existe, com a duração de apenas 30 segundos para infrações menores e um minuto para as maiores, bem como a 3 minutos de penalidades para determinadas infrações de equipamento. Dependendo da infração, a penalidade pode terminar mais cedo (ser "liberada") se um gol for marcado por qualquer equipe, ou pode ser "não-liberável," o que significa que a duração total deve ser servido. O termo extra man é usado com mais freqüência do que o power play. Em box lacrosse, uma power play é muito semelhante a no hóquei no gelo. Esta situação é também muitas vezes chamado de um "extra man offense" (EMO) ou "man up", ou "man down", dependendo da perspectiva.

## Conceitos análogos geralmente tratados por outro nome
- No polo aquático, ocorrendo uma falta grave, o infrator é expulso por 20 segundos, em situação análoga à do hóquei no gelo e do lacrosse.[12] Entretanto, o termo usado é "jogada de homem a mais".[13]
- No futsal, quando um jogador recebe um cartão vermelho e, portanto, é expulso do jogo, a equipe penalizada tem de jogar com um jogador a menos por dois minutos, tal qual no hóquei no gelo. Se um gol é marcado, a equipe retorna ao número total de atletas.[14]
- No rugby union, um jogador que penalizado com um cartão amarelo é retirado do jogo por um período de dez minutos (dois minutos na variação rugby sevens). O jogador não poderá ser substituído. Portanto, sua equipe tem de jogar um tempo com um a menos.[15]